# Altes Postamt SW 61 (Berlin-Kreuzberg)
Das Alte Postamt SW 61 (benannt nach der Anweisung des Kaiserlichen Generalpostamtes aus dem Jahr 1873 zu den Berliner Postbezirken) ist ein denkmalgeschütztes Geschäftshaus im Berliner Ortsteil Kreuzberg am dortigen Tempelhofer Ufer 1. Es wurde von dem Architekten und Postbaurat Hermann Struve in den Jahren 1900 bis 1902 errichtet.

## Architektur

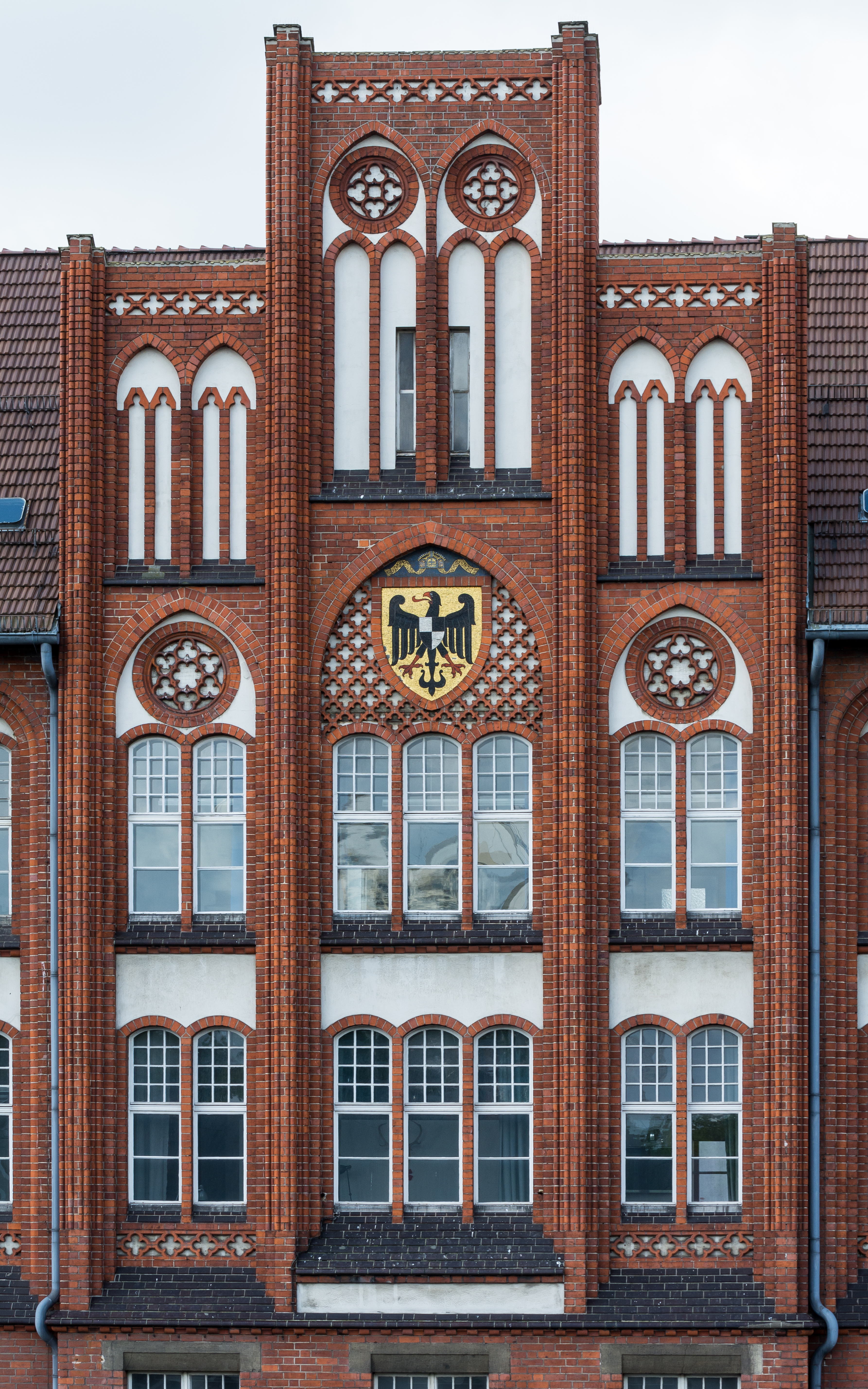
Scheingiebel am Alten Postamt

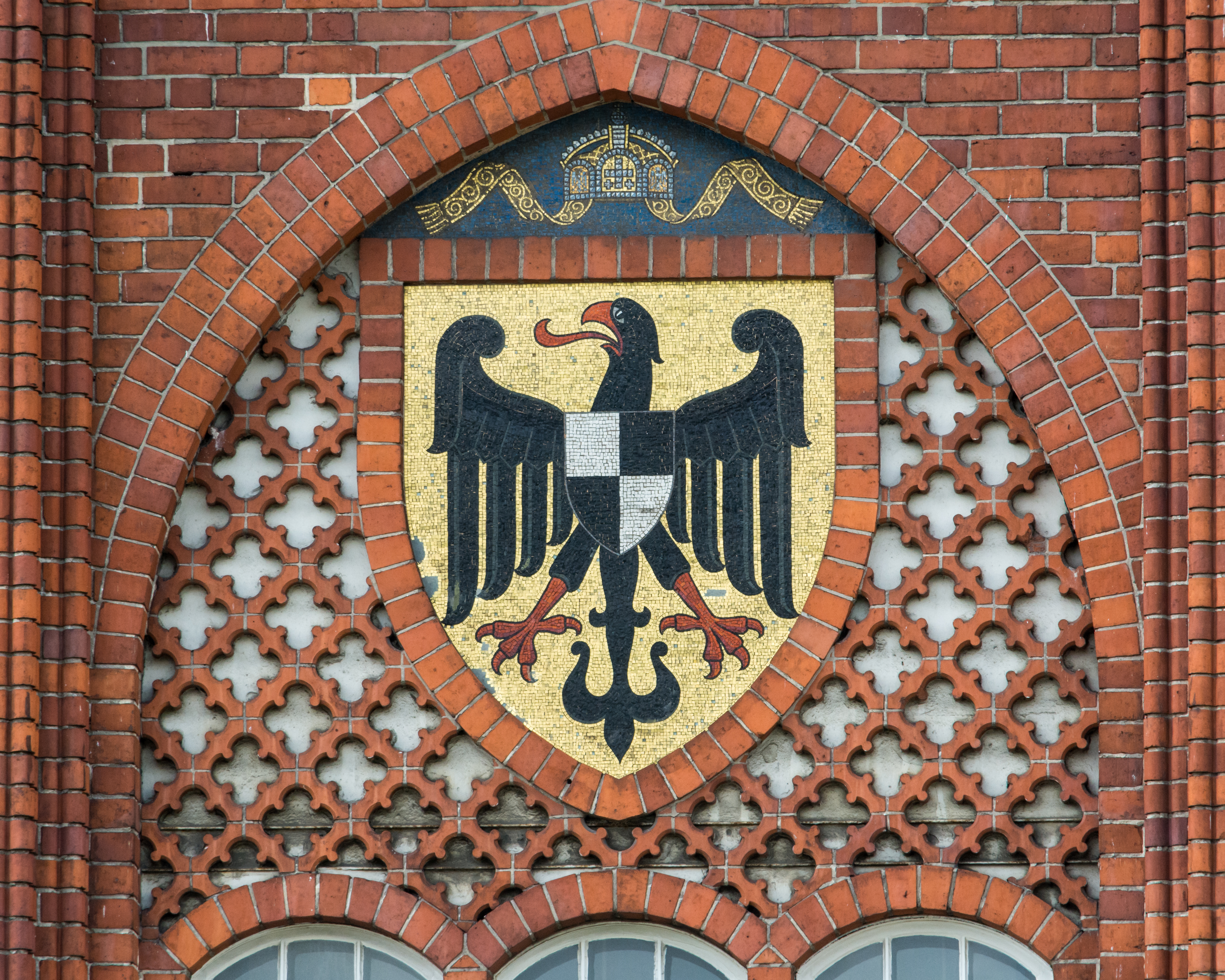
Fassadendetail

Das in einem neogotisch anmutenden Stil errichtete Gebäude entstand nach Plänen des Postbaurats Hermann Struve (1857–1916) von 1900 bis 1902 als viergeschossige Anlage mit zwei mit Glasdach versehenen Innenhöfen. Die Fassade wurde mit roten Klinkern verblendet. Hervorstechend sind die Giebelgestaltungen und die verschiedenartig geformten Fenster. Zu finden sind klassisch anmutende Spitzbogenfenster aber auch modernere Kastenfenster. Hinzu kommen einige gekoppelte Rundbogenfenster.

## Verändertes Umfeld nach 1945

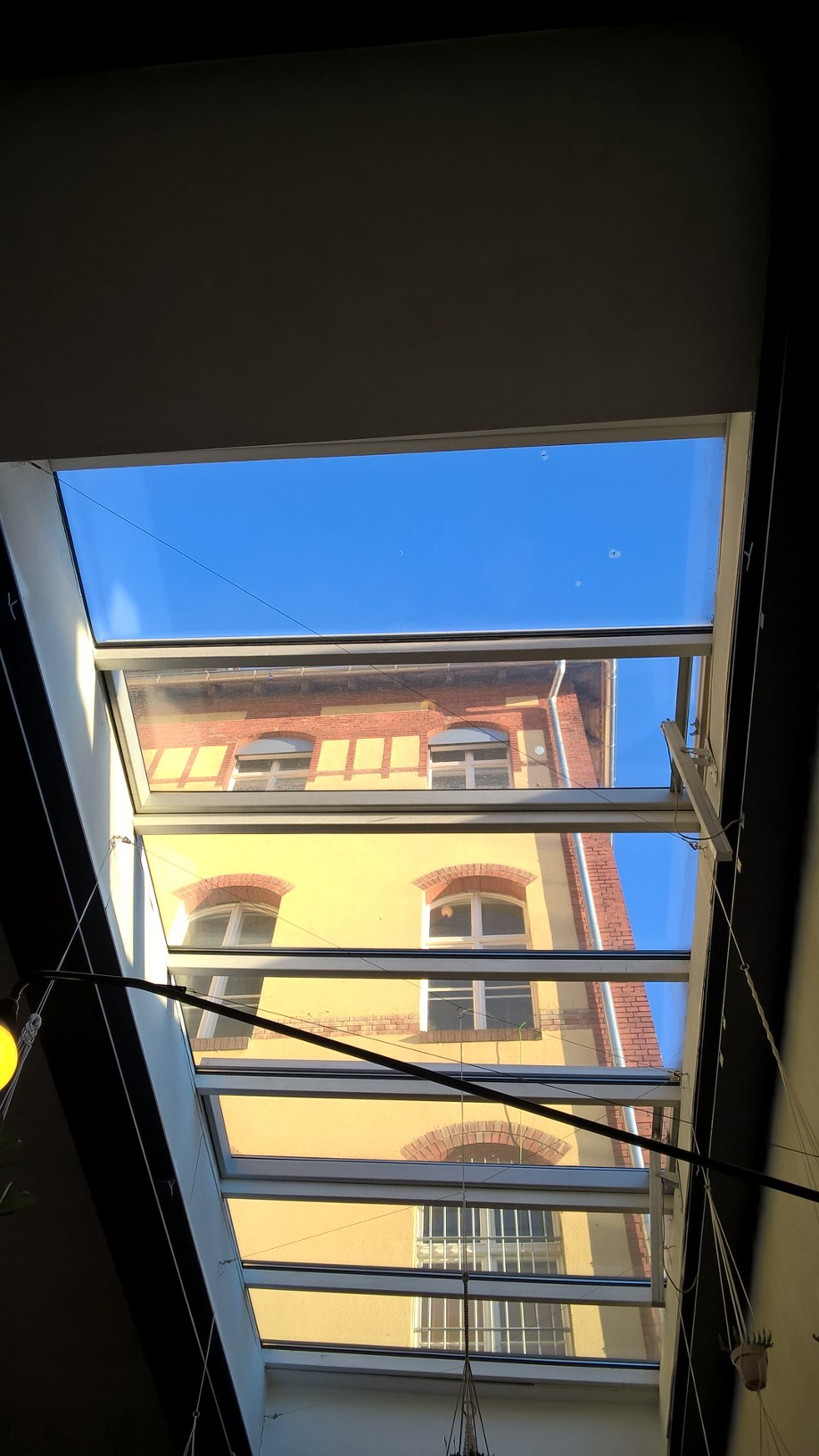
Oberlichter im Alten Postamt nach der Renovierung 2010. Blick aus Restaurant „Hallesches Haus“ auf östlichen Seitenflügel.

Im 20. Jahrhundert besticht insbesondere der architektonische Kontrast zum genau gegenüberliegenden U-Bahnhof Hallesches Tor. Auf der einen Seite des Landwehrkanals befinden sich die historisierende Fassade des Postamts, auf der anderen Seite der technisch-moderne Bahnhof. Hierzu muss berücksichtigt werden, dass der zeitgleich von den Architekten Hermann Solf und Franz Wichards errichtete Bahnhof im Zweiten Weltkrieg durch zahlreiche Bombentreffer schwer beschädigt wurde. 1949 wurde er in wesentlich vereinfachter Form wieder aufgebaut. Direkt links an das Postamt anschließend befindet sich ein in den späten 1890er Jahren, also kurz vor dem Bau des Postamtes, von Adolf Jandorf errichtetes und später jahrzehntelang von der Firma Hertie genutztes Kaufhaus, das danach als Domäne-, jetzt als Poco-Möbelhaus betrieben wird. Insbesondere aber macht sich die veränderte Situation nach der vollzogenen Aufhebung des südlichen Teils des früheren Belle-Alliance-Platzes nach dem Zweiten Weltkrieg bis in die heutige Zeit als starke städtebauliche Verarmung bemerkbar.

## Jüngere Geschichte
Seit den 1990er Jahren wird die Schalterhalle nicht mehr von der Post genutzt. Seit dieser Zeit machte sich das Gebäude einen Ruf als Herberge diverser Underground-Clubs (Pirate Cove und Horst Krzbrg), mit teilweise drastischen Auswirkungen auf die Gebäudesubstanz. Glücklicherweise wurde die Schalterhalle in den 2010er Jahren aufwendig renoviert und die ursprünglichen Oberlichter wieder eingesetzt. Die Räume sind als Restaurant Hallesches Haus nun für die Öffentlichkeit zugänglich. Das erste Geschoss des Gebäudes hat mittlerweile eine Digitalagentur bezogen.

## Philatelistische Würdigung
Am 1. April 1954 wurde die Landespostdirektion Berlin gegründet und ab 1955 mit Genehmigung durch die Westalliierten auch Briefmarkenausgaben mit der Bezeichnung Deutsche Bundespost Berlin herausgegeben.
Anlässlich des 125. Geburtstages von Heinrich von Stephan erschien am 7. Januar 1956 das Ersttagsblatt Nr. 1 von Berlin (BRD-Marke 20 Pf. Mi-Nr. 227) und Ersttagsstempel des Postamt SW 61.